# Del altar a la tumba
Del altar a la tumba fue una telenovela mexicana producida por Arcadio Gambia, dirigida por Manolo García y protagonizada por Alicia Rodríguez y Juan Ferrara en el año de 1969 para Telesistema Mexicano.

## Sinopsis
Ángela (Alicia Rodríguez) pertenecía a una familia acomodada y su amor secreto era un joven militar Agustín (Juan Ferrara). Su familia la hizo casarse con un joven del mismo nivel social. El día de la boda, los novios están frente al altar, cuando de repente un joven militar irrumpe en la iglesia y ataca a la novia con un cuchillo. La novia cae muerta en el suelo, mientras el militar escapa de la iglesia. Esa misma noche, lamentando lo que ha hecho, ingresa al cementerio, donde se encuentra el ataúd con el cuerpo de su ser querido. Llorando, le pide que lo perdone. De repente, la oye gemir y parece que está viva. Ella tomó un veneno antes de la boda, que comenzó a funcionar en el mismo momento en que la atacó con un cuchillo, pero no la picó, si no un banco de madera. El veneno provocó un estado de catalepsia, pero no la mató.

## Elenco
- Alicia Rodríguez .... Ángela
- Juan Ferrara .... Agustín Alatorre
- Liliana Durán .... Antonia
- José Gálvez .... Román Talavera
- Anita Blanch .... Dolores
- Antonio Medellín .... Perro
- Susana Alexander .... Siomara
- Miguel Maciá .... Avelino de la Parra
- Rubén Rojo .... Arturo
- Adriana Roel .... Herminia
- Consuelo Monteagudo
- Carlos Riquelme
- Socorro Avelar
- Luis Gimeno
- Miguel Suárez